# Bruce Rogers
Bruce Rogers (14 de maig de 1870, Linwood, Indiana – 21 de maig de 1957, New Fairfield, Connecticut) fou un tipògraf, dissenyador de fonts i és considerat com un dels millors dissenyadors de llibres del segle xx. Rogers fou conegut per la seva tipografia "al·lusiva", rebutjant el modernisme, utilitzant de manera excepcional arranjaments asimètrics o fonts sans serif, emprant assíduament fonts com la Bell (en aquell moment coneguda com a Brimmer), la Caslon o les dues dissenyades per ell la Montaigne i la Centaur. Els llibres que va dissenyar Rogers acostumen aconseguir importants sumes de diners en les subhastes.